# Aldama (planta)
Aldama es un género de plantas con flores perteneciente a la familia  Asteraceae.  Comprende 120 especies descritas. Posee una distribución disjunta con un grupo distribuyéndose desde el sur de los Estados Unidos hasta el norte de Costa Rica y otro grupo desde el sur de Ecuador hasta Argentina y Chile. 

## Descripción
El género posee problemas de delimitación en parte debido a la falta de una sinapomorfia morfológica clara que permita la identificación del mismo, sin embargo podríamos reconocer algunas características que nos permiten identificar plantas pertenecientes al mismo: plantas perenne. Raíces generalmente engrosadas (xilopodio). Hojas opuestas en la parte inferior, alternas en la superior. Capitulescencias de capítulos radiados, con pedúnculos largos, solitarios o en cimas pequeñas de 2 o 3; involucros campanulados; filarias generalmente con más de 3 series, subiguales o muy desiguales y lineares; páleas envolviendo las cipselas del disco; flores del radio ligulares, amarillas, neutras (no desarrollan gineceo ni androceo); flores del disco perfectas, las corolas amarillas, exertas, 5 o 10-nervias; anteras exertas o incluidas. cipselas escasamente estriadas, envueltas en y cayendo junto con las páleas, negras, páleas endurecidas y coriáceas o papiráceas y frágiles pero no óseo-crustáceas.

## Taxonomía
El género fue descrito por Pablo de La Llave y publicado en Novorum Vegetabilium Descriptiones 1: 14. 1824. La especie tipo es Aldama dentata La Llave ex La Llave	
Etimología
Aldama: nombre genérico que fue otorgado en honor de Ignacio Aldama (1769-1811), estudiante de derecho mexicano que se dedicó a la agricultura, la cultura y el comercio, y más tarde con su hermano Juan se vio envuelto en un movimiento de independencia de México en 1810 Como Alcalde de San Miguel el Grande ( Ahora San Miguel de Allende), fue nombrado como embajador en los Estados Unidos y estaba tratando de viajar allí para asegurar las armas cuando fue detenido por las fuerzas realistas, juzgado y ejecutado.

## Especies aceptadas
A continuación se brinda un listado de las especies del género Aldama (planta) aceptadas hasta julio de 2012, ordenadas alfabéticamente. Para cada una se indica el nombre binomial seguido del autor, abreviado según las convenciones y usos.
- Aldama dentata La Llave ex La Llave
- Aldama mesoamericana N.A.Harriman